# Фаталибейли, Абдуррахман Али оглы
Абдуррахман Али оглы Фаталибейли (азерб. Əbdürrəhman bəy Əli bəy oğlu Fətəlibəyli; 12 июня 1908, Düdəngə, Шарурский район — 20 ноября 1954, Мюнхен) — коллаборационист, военинженер 2-го ранга РККА. В ходе Великой Отечественной войны был пленён и пошёл на сотрудничество с нацистами. Руководитель «Азербайджанского национального комитета» и один из создателей «Азербайджанского легиона» в составе Вермахта.

## Биография

### Ранние годы
Абдуррахман Фаталибейли родился 12 июня 1908 года в селе Дуденги Эриванской губернии (ныне в Шарурском районе Азербайджана) в семье Али-бека Фаталибейли, который являлся потомственным военным, служившем в Туркестанской и Эриванской губерниях, а в конце жизни ставшем беком сёл Дуденги и Зейве.

### Начало военной карьеры

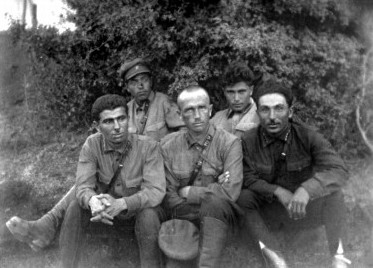
Фаталибейли среди офицеров Красной армии (на заднем плане справа)

После установления советской власти в Закавказье Абдуррахман Фаталибейли окончил Тифлисскую военно-пехотную школу и стал офицером Азербайджанской стрелковой дивизии.
В 1936 году окончил Московскую военно-инженерную академию. Через год по службе вместе с семьей переехал в Ленинград, где в 1940 году у него родился сын Али.
В 1939—1940 годах принимал участие в Советско-финской войне в звании военинженера 2 ранга. После войны являлся начальником 6 отдела штаба Ленинградского военного округа. Затем служил в Прибалтийском особом военном округе. За заслуги в годы службы в РККА Фаталибейли был награждён орденом Красной Звезды.

### Немецкий плен и сотрудничество с нацистами
После начала Великой Отечественной войны Фаталибейли попал в плен. Вскоре Фаталибейли перешёл на сторону немцев в надежде на то, что в случае победы Германии будет восстановлена независимость Азербайджана. Идеолог чеченского освободительного движения Абдурахман Авторханов, живший в те годы в Берлине, так описывает свою встречу с ним:
<…>Где-то в середине 1943 года я встретил в приёмной Верховного командования вермахта (ОКБ) в Берлине человека явно кавказского типа, в форме советского военнопленного офицера; судя по всем внешним признакам, офицер был только что освобождён из лагеря. Человек выглядел явно нелюдимым, занятый весь своими внутренними заботами и мыслями, гадая, что теперь готовит ему судьба. Народу в приёмной было много, и после долгого колебания я решился подойти к нему и спросить — не кавказец ли он? От неожиданного вопроса человек словно воспрянул и вместо ответа задал встречный вопрос — а вы сами кавказец? Я представился. Представился и он: азербайджанец Або Дуденгинский, бывший майор советской армии. С этих пор и началась наша дружба. Я уверен, кто раз в жизни встретился с Або, тот не может забыть этого необыкновенного человека. Его личное обаяние, его рыцарство, его готовность помочь каждому, кто попал в беду, покоряли всех.
В Германии Фаталибейли встретился с Мамедом Эмином Расулзаде, возглавлявшим Национальный совет Азербайджана, и главным идеологом независимости Азербайджана, жившим тогда в Берлине. Расулзаде позже писал об этой встрече:
<…>Познакомился с одним интересным, понятливым солдатом. Он был удовлетворен, услышав от меня идеи основ национальной борьбы. Азербайджанский национальный комитет ничего не смог объяснить немцам о своих намерениях. Гитлер твердил, что не желает видеть никакого комитета. В итоге он приказывает создать «Персонал связи», который поможет поддерживать связь легионеров со штабами армий. Главой азербайджанского персонала был назначен покойный А.Фаталибейли<…>
Вскоре Фаталибейли вместе с немецким офицером Глогером возглавил первый азербайджанский батальон N 804, который с сентября 1942 года действовал на Кавказском фронте в составе 17-й армии группы армий «А». Батальон участвовал в 800-километровом марше от Таганрога до Псебайской. При отступлении батальон дошёл до Кубани и занял участок обороны у станицы Старо-Корсунская. Успешные действия батальона в боевых условиях были отмечены немецким командованием. Так, один из легионеров по имени Шамиль Атабек писал о Фаталибейли:
<…>Начиная с 1942 года, А.Фаталибейли вместе с легионерами находился на фронте. Вскоре героизм находящихся под его командованием легионеров начал восхищать немцев.

### После войны
После окончания войны, Фаталибей оказался в плену у британских войск. После освобождения в Италии, два года он жил в Египте, затем отправился в Западную Германию. Два месяца провёл в Турции и снова вернулся в Мюнхен. Находясь в Италии, Фаталибейли написал письмо премьер-министру Великобритании Клементу Эттли, в котором изложил свои мысли о скором начале Холодной войны и необходимости продолжить войну против СССР, однако его письмо осталось без ответа.
С 1953 по 1954 год в Мюнхене Фаталибейли руководил Радио «Азадлыг» — азербайджанской редакцией Радио «Свобода», которая была основана «Центром координации борьбы с коммунизмом». Финансовое и административное содействие работе радиостанции оказывал Конгресс США. Финансирование осуществлялось из американского бюджета через Центральное разведывательное управление США, которое контролировало деятельность радиостанции.
С трибуны этой радиостанции Фаталибейли регулярно выступал с антибольшевистскими и антисоветскими речами. В июне 1953 года Фаталибейли выступил с заявлением:
Говорит радиостанция «Азадлыг». Дорогие соотечественники! Вы слышите наш голос из свободного мира. Послушайте нашу передачу на тему «Правда о Турции» из серии «Советский империализм». После Второй мировой войны все старания Советского Союза «мирным путём завоевать» Турцию потерпели неудачу. Турция смогла отвергнуть все циничные требования Кремля, смогла устоять перед давлением СССР и тем самым оказала огромную услугу свободному миру в сохранении свободы и демократии. После этого Кремль начал вести невиданную антитюркскую кампанию…Но эти коварные подходы напрасны. Демократия, являясь судьей, приговорила коммунизм и советский имериализм к смерти. Свободные народы, народы, угнетённые Советами, приведут этот приговор к исполнению, и будет создан единый, свободный мир!

### Убийство
Деятельность Фаталибейли начала сильно беспокоить советское правительство. В ноябре 1954 года он бесследно исчез, а спустя несколько дней, в одной из мюнхенских квартир был обнаружен труп некоего Микаила Исмаилова. В ходе следствия было выяснено, что труп принадлежит самому Фаталибейли, а Исмаилов — агент КГБ, который был направлен в Западную Германию для устранения Фаталибейли. Спустя некоторое время, Микаил Исмаилов был найден повешенным в своём доме в Баку.